# 认证和密钥协商协议
认证和密钥协商协议（Authentication and Key Agreement, AKA）是在 3G 网络中使用的一个安全协议，主要用来对移动通信网络用户进行认证和协商通信密钥。